# Clean
Clean je v informatice univerzální čistě funkcionální programovací jazyk, který je silně ovlivněn jazykem Haskell.

## Vlastnosti
Jazyk Clean je silně ovlivněn jazykem Haskell. Má s ním proto společné vlastnosti: referenční transparentnost, generátorovou notaci seznamů (list comprehension), stráže (guards), garbage collector, funkce vyšších řádů, currying a líné vyhodnocování (lazy evaluation). Součástí distribuce Cleanu je i vývojové prostředí.
Clean má pro změny stavů a I/O operace alternativu k monádám jazyka Haskell ve formě (anglicky uniqueness type), že objekty jsou používány jedno-threadově (anglicky single-threaded).

## Příklady
Hello world:
```
 
module
 
hello

 
Start
 
=
 
"Hello, world!"

```

Faktoriál:
```
module
 
factorial

fac
 
0
 
=
 
1

fac
 
n
 
=
 
n
 
*
 
fac
 
(
n
-1
)

 

// find the factorial of 10

Start
 
=
 
fac
 
10

```

Fibonacciho posloupnost:
```
module
 
fibonacci

fib
 
0
 
=
 
0
 

fib
 
1
 
=
 
1
 

fib
 
n
 
=
 
fib
 
(
n
 
-
 
2
)
 
+
 
fib
 
(
n
 
-
 
1
)

Start
 
=
 
fib
 
7

```

Infixová notace:
```
(
^
)
 
infixr
 
8
 
::
 
Int
 
Int
 
->
 
Int
 

(
^
)
 
x
 
0
 
=
 
1

(
^
)
 
x
 
n
 
=
 
x
 
*
 
x
 
^
 
(
n
-1
)

```

Tento typ deklarace udává, že se jedná o asociativní infixovou notaci s prioritou 8: důsledkem toho je, že x*x^(n-1) je rovnocenný s x*(x^(n-1)) a v protikladu k (x*x)^(n-1); tato notace je ve standardním prostředí Cleanu předdeklarovaná.

## Jak Clean pracuje
Postup je založen na přepisování grafů (graph rewriting) a redukci. Konstanty, jako například číselné grafy a funkční grafy přepisují vzorce. To v kombinaci s kompilací do nativního kódu dělá programy psané v Clean poměrně rychlé, a to i s vysokou abstrakcí.

## Kompilace
1. Zdrojové soubory (.icl) a projektové soubory (.dcl) jsou převedeny do Clean platformy nezávislého byte kódu (.abc), implementovaného v jazyce C a Clean.
2. Byte kód (bytecode) je převedený do strojového kódu (.obj) pomocí C.
3. V Cleanu je strojový kód spojen s dalšími soubory v modulu a za běhu převeden do běžně spustitelné formy.

Starší verze Cleanu byly psané zcela v C, čímž se předcházelo problémům při bootstrappingu.

## Platformy
Clean je k dispozici pro Microsoft Windows. S omezenými vstupně/výstupními schopnostmi a bez funkce „Dynamics“ je také dostupný pro Apple, Solaris a Linux.

## Licence
Clean je distribuován ve dvou licencích: k dispozici je za podmínek GNU LGPL a také pod vlastnickou licencí.